# 炭酸水素カリウム
炭酸水素カリウム（たんさんすいそかりうむ、Potassium bicarbonate）は化学式KHCO3、式量100.1のカリウムの炭酸塩。

## 化学
常温常圧では無色の固体で、水溶液は弱塩基性を示す。水酸化カリウムと一当量の炭酸を反応させることで得られる。
{\displaystyle {\ce {KOH + CO2 + H2O -> KHCO3}}}
熱すると二酸化炭素を放出して炭酸カリウムとなる。
{\displaystyle {\ce {2KHCO3 -> {K2CO3}+ {CO2}+ H2O}}}

## 利用
水で希釈して、うどんこ病や医療用の殺菌剤として使用される。
粉末化し、流動性付与剤として無水ケイ酸やホワイトカーボンを加え、防湿剤として金属石鹸やシリコーンオイルをコーティングしたものが消火剤として用いられる。消防法施行規則第21条の規定による第二種粉末消火薬剤であり、炭酸水素ナトリウムと見分けやすくするため、紫色に着色するよう定められている。炭酸水素ナトリウム同様B火災（油火災）とC火災（電気火災）に適応している。日本では主にAGCや東京応化工業などで生産されている。